# Sisyropa subdistincta
Sisyropa subdistincta är en tvåvingeart som först beskrevs av Villeneuve 1916.  Sisyropa subdistincta ingår i släktet Sisyropa och familjen parasitflugor. Inga underarter finns listade i Catalogue of Life.